# Rancho Viejo, Tlaxiaco
Rancho Viejo är en ort i Mexiko.   Den ligger i kommunen Heroica Ciudad de Tlaxiaco och delstaten Oaxaca, i den sydöstra delen av landet, 280 km sydost om huvudstaden Mexico City. Rancho Viejo ligger 2 200 meter över havet och antalet invånare är 135.
Terrängen runt Rancho Viejo är kuperad. Runt Rancho Viejo är det ganska glesbefolkat, med 22 invånare per kvadratkilometer. Närmaste större samhälle är Heroica Ciudad de Tlaxiaco, 5,3 km nordost om Rancho Viejo. I omgivningarna runt Rancho Viejo växer huvudsakligen savannskog.